# Quiasmo
Quiasmo ou Quiasma (em grego:  χιάζω, chiátsō, "formar como a letra Χ") é uma figura de linguagem ou uma figura de música em que elementos são dispostos de forma cruzada. O nome se deriva da letra grega Χ (Chi), e é em latim chiasmus, como ainda hoje no inglês, alemão e outras línguas, e sofreu uma alteração no português por causa da pronúncia do italiano, que pronuncia o ch como k.

## Exemplos
- "O espelho reflete sem falar, o marido fala sem refletir."
- "Desfeito em cinzas, em lágrimas desfeito".[1][2]
- "Pouco milho pra muito bico, muita caca pra pouco penico"[3]
  - Aqui nota-se que houve uma inversão nos usos dos advérbios "pouco" e "muito", formando a seguinte estrutura estética:
    - Pouco (objeto) para Muito (objeto)
    - Muito (objeto) para Pouco (objeto)

Existem também quiasmos com mais elementos. Existem exemplos na Bíblia:
Exemplo:
  A "Embota o coração deste povo,

    B torna-lhe pesados os ouvidos

      C tapa-lhe os olhos,

      C1 para que não veja com os olhos,

    B1 não ouça com os ouvidos,

  A1 seu coração não compreenda, não se converta e não seja curado" (Bíblia: Isaías 6:10)

## O quiasmo no cristianismo
Sendo a letra grega X a primeira da palavra Χριστός (Xristo ou Christo, em português Cristo), o motivo simboliza na língua como na música o Cristo. Pela forma representa a cruz, e em adição dos dois sentidos a morte de Jesus na cruz.

## O quiasmo na música

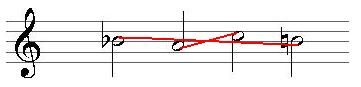
Motivo B-A-C-H

As notas ligadas mostram uma cruz muito usada na época do barroco na música sacra para indicar a presença do Cristo. A figura consiste de quatro notas e se ligam a primeira nota com a quarta por uma linha imaginária reta, e a segunda com a terça. Por coincidência o nome do compositor Bach forma as notas B-A-C-H, que na música alemã significa Sib-Lá-Dó-Si natural. Assim o nome de Bach em notas virou um motivo muito citado na música, que alude além dos três sentidos ao nome do grande compositor luterano. Um outro exemplo famoso é o motivo do coro "And with his stripes" ("Por suas chagas") do oratório O Messias de Georg Friedrich Handel.